# Tverečius
Tverečius (ryska: Тверечус) är en ort i Litauen. Den ligger i den östra delen av landet, 110 km nordost om huvudstaden Vilnius. Tverečius ligger 127 meter över havet och antalet invånare är 272.
Terrängen runt Tverečius är platt. Runt Tverečius är det glesbefolkat, med 20 invånare per kvadratkilometer. Närmaste större samhälle är Didžiasalis, 4,6 km öster om Tverečius. Omgivningarna runt Tverečius är en mosaik av jordbruksmark och naturlig växtlighet.